# Park City (Montana)
Park City és una concentració de població designada pel cens dels Estats Units a l'estat de Montana. Segons el cens del 2000 tenia 870 habitants.

## Demografia
Segons el cens del 2000, Park City tenia 870 habitants, 330 habitatges, i 256 famílies. La densitat de població era de 323 habitants per km².
Dels 330 habitatges en un 38,2% hi vivien nens de menys de 18 anys, en un 67,3% hi vivien parelles casades, en un 7% dones solteres, i en un 22,4% no eren unitats familiars. En el 20,3% dels habitatges hi vivien persones soles el 9,7% de les quals corresponia a persones de 65 anys o més que vivien soles. El nombre mitjà de persones vivint en cada habitatge era de 2,64 i el nombre mitjà de persones que vivien en cada família era de 3,05.
Per edats la població es repartia de la següent manera: un 27,4% tenia menys de 18 anys, un 7,5% entre 18 i 24, un 27,1% entre 25 i 44, un 27,5% de 45 a 60 i un 10,6% 65 anys o més.
L'edat mediana era de 37 anys. Per cada 100 dones de 18 o més anys hi havia 93,9 homes.
La renda mediana per habitatge era de 37.266 $ i la renda mediana per família de 42.917 $. Els homes tenien una renda mediana de 31.806 $ mentre que les dones 16.490 $. La renda per capita de la població era de 16.912 $. Aproximadament el 5,1% de les famílies i el 8,7% de la població estaven per davall del llindar de pobresa.

## Poblacions més properes
El següent diagrama mostra les poblacions més properes.